# الجبهة الديمقراطية الوطنية
الجبهة الديمقراطية الوطنية (بالإسبانية: Frente Nacional Democrático)‏ هو حزب سياسي فنزويلي، أسس في 1963، وحل في 1973، وقد تم تأسيسه بواسطة أرتورو أوسلار بييتري.

## أعضاء بارزون
- كود سباركل
- تحديث القائمة

- خوزيه آبرو